# ロブ・レターマン
ロブ・レターマン（Rob Letterman、1970年10月31日 - ）は、アメリカ合衆国の映画監督、脚本家である。

## 経歴
ハワイ州ホノルル出身。ミッド・パシフィック・インスティテュート、南カリフォルニア大学で学んだ。
『シャーク・テイル』や『モンスターVSエイリアン』、『ガリバー旅行記』などの作品を監督している。2015年に『グースバンプス モンスターと秘密の書』、2019年に『名探偵ピカチュウ』を監督した。

## フィルモグラフィー

### 長編映画
- シャーク・テイル Shark Tale（2004年） - 監督・脚本
- モンスターVSエイリアン Monsters vs. Aliens（2009年） - 監督・脚本・原案
- ガリバー旅行記 Gulliver's Travels（2010年） - 監督
- グースバンプス モンスターと秘密の書 Goosebumps（2015年） - 監督
- スーパーヒーロー パンツマン Captain Underpants: The First Epic Movie（2017年） - 製作総指揮
- 名探偵ピカチュウ Pokémon Detective Pikachu（2019年） - 監督・脚本

### 短編映画
- Los Gringos （1999年） - 監督・脚本[8]